# Lubelska Spółdzielnia Mieszkaniowa

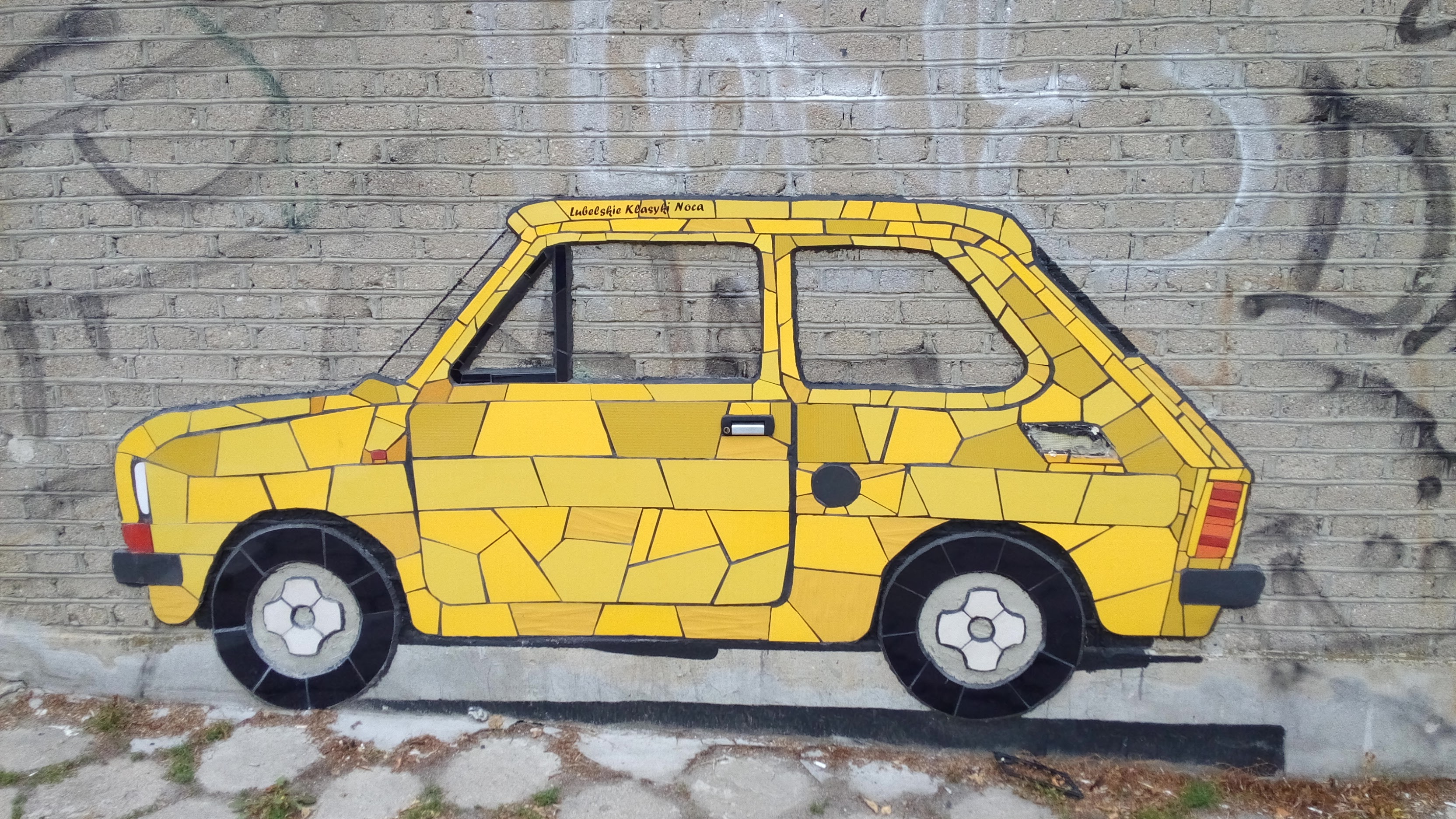
Mozaika wykonana na terenie LSM przy ulicy Balladyny przez Społeczną Pracownię Mozaiki

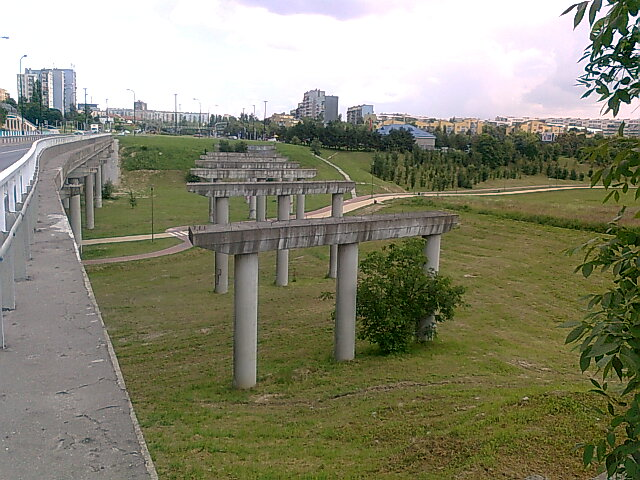
Widok z ulicy Filaretów na umieszczoną na dalszym planie dzielnicę LSM

Lubelska Spółdzielnia Mieszkaniowa (LSM) – spółdzielnia mieszkaniowa z siedzibą w Lublinie, będąca zarządcą terenów mieszkalnych i bloków położonych na południowy zachód od centrum miasta. Powstała 25 kwietnia 1957 r. Powierzchnia gruntów należących do spółdzielni to ok. 120 hektarów z czego tereny zielone 65 hektarów.
Do Lubelskiej Spółdzielni Mieszkaniowej należy siedem osiedli wyodrębnionych administracyjnie i finansowo: os. Piastowskie, os. im. A. Mickiewicza, os. im. J. Słowackiego, os. im. Z. Krasińskiego, os. im. H. Sienkiewicza, os. im. B. Prusa i os. im. M. Konopnickiej, zaś nazwy ulic danego osiedla są związane tematycznie z jego nazwą czy postacią patrona. Zabudowę tworzą przede wszystkim budynki o przeznaczeniu mieszkalnym. W 212 budynkach mieszkalnych należących do spółdzielni znajdują się ponad 13 tysięcy mieszkań.
Od północy do terenów należących do Spółdzielni przylega Miasteczko Akademickie, a od południa – Czuby. Po wschodniej stronie Spółdzielni ma swoją siedzibę Politechnika Lubelska.
23 lutego 2006 prawie cały obszar spółdzielni został włączony w skład nowej dzielnicy administracyjnej Rury.